# Альфред Хичкок представляет (телесериал, 1985)
Альфред Хичкок представляет (англ. Alfred Hitchcock Presents), также известный как «„Альфред Хичкок представляет“ обновлённый» (англ. The New Alfred Hitchcock Presents) — ремейк одноимённого классического американского телесериала 1955 года, вышедший в 1985 году и снимавшийся до 1989. Всего было снято 76 серий в 4 сезонах.

## История создания
В 1985 американская компания NBC выпустила в эфир новый пилотный фильм для сериала, основанного на классическом Альфред Хичкок представляет, который представлял собой комбинацию переснятых заново историй и реальных съёмок Альфреда Хичкока из изначального сериала с добавлением цвета к чёрно-белому материалу. Фильм имел огромный успех и даже на какое-то время дал искру другим сериалам, таким, как «Сумеречная зона» и т.д.

## Формат
Новый сериал, последовавший за пилотным фильмом, дебютировал осенью 1985 и сохранил тот же формат, что и пилот — переснятые фильмы (которые были смесью новых и старых съёмок) с выступлениями Хичкока в цвете. Был снят и показан только 1 сезон, но после перерыва канал NBC возобновил производство и было снято ещё 3 сезона.